# У моря (фильм, 2025)
«У моря» (англ. At the Sea) — будущая американская драма режиссёра Корнеля Мундруцо, по сценарию Мундруцо и Каты Вебер. Главные роли в фильме исполнили Эми Адамс, Мюррей Бартлетт, Бретт Голдстин, Хлоя Ист, Дэн Леви, Дженни Слейт и Рэйн Уилсон.

## Сюжет
После длительной реабилитации Лора (Адамс) возвращается в дом на пляже, где живёт её семья, и вынуждена приспосабливаться к новой жизни, лишившись карьеры, которая придавала ей индивидуальность и принесла славу. Ей предстоит открыть новую главу своей жизни, чтобы двигаться дальше.

## В ролях
- Эми Адамс — Лора
- Мюррей Бартлетт
- Бретт Голдстин
- Хлоя Ист
- Дэн Леви
- Дженни Слейт
- Рэйн Уилсон

## Производство
В апреле 2024 года стало известно, что Корнел Мундруцо станет режиссёром драмы «У моря», сценарий напишет Ката Вебер, Эми Адамс исполнит главную роль Лоры. В июне к актёрскому составу присоединился Мюррей Бартлетт. В следующем месяце актёрский состав фильма пополнили Бретт Голдстин, Хлоя Ист, Дэн Леви, Дженни Слейт и Рэйнн Уилсон.
Основные съёмки начались в конце июня 2024 года в Бостоне и завершились 12 августа.